# Реп'я (Брянська область)
Ре́п'я (рос. Репье) — селище у Брасовському районі Брянської області Росії. Входить до складу муніципального утворення Столбовське сільське поселення. Населення — 23 особи.
Розташоване на 4 км на схід від села Столбово.

## Історія
Виникло у 1920-ті роки. До 2005 року входило до складу Городищенської (2-ї) сільради.

## Населення
За найновішими даними, населення — 23 особи (2013).
У минулому чисельність мешканців була такою:
| Роки      | 1979 | 1989 | 2002 | 2010 |
| --------- | ---- | ---- | ---- | ---- |
| Населення | 41   | 19   | 25   | 24   |